# IC 139
IC 139 је дио галаксије (напримјер сјајан HII регион) у сазвјежђу Троугао која се налази на листи објеката дубоког неба у Индекс каталогу.
Деклинација објекта је + 30° 34' 33" а ректасцензија 1h 33m 59,3s. Привидна величина (магнитуда) објекта IC 139 износи 14,0. IC 139 је још познат и под ознакама BCL 7A, OCL in M 33.